# 李形像
李形像 (イ・ヒョンサン、ハングル: 이형상、ラテン翻字:(Lee Hyung-Sang) は、大韓民国浦項市出身のサッカー選手。ポジションはミッドフィールダーおよびフォワード。

## 経歴
2003年に蔚山現代FCに入団し、翌年大田シチズンに移籍した。2007年まで在籍した後、ポルトガルのSCベイラ・マルに入団したが、試合への出場機会に恵まれなかった。2008年にCDフェイレンセに移籍して、そこでは1試合に出場。同年ブルガリアのPFCスパルタク・ヴァルナに移籍し、そこでは6試合に出場した。
2009年に韓国に戻り、城南一和天馬と1年契約を結んだが、同年にチェコ所在のFCバニーク・オストラヴァに移籍した。8月にFCヴィクトリア・プルゼニ戦で後半ロスタイムに出場し、同クラブ所属選手としてデビューした。翌年にクロアチアのHNKシベニクに移籍。

## 所属クラブ
- 2003年  蔚山現代FC
- 2004年-2007年  大田シチズン
- 2007年  SCベイラ・マル
- 2008年  CDフェイレンセ
- 2008年  PFCスパルタク・ヴァルナ
- 2009年  城南一和天馬
- 2009年-2010年  FCバニーク・オストラヴァ
- 2010年  HNKシベニク
- 2011年  大邱FC
- 2012年  江陵市FC
- 2012年  金海市FC